# Usnik
Usnik je dio klarineta i saksofona te svih limenih puhačkih glazbala koji se prilikom sviranja drži u ustima ili prislanja na usne.
Postoje i koriste se različite vrste usnika ovisno o boji tona koju glazbenik želi proizvesti. Kod klarineta i saksofona na usnik se postavljaju jezičak koji titranjem proizvodi ton, ligatura koja pričvršćuje jezičak na usnik i poklopac koji štiti usnik i jezičak od mogućih oštećenja.